# AFC Challenge Cup 2014/Qualifikation
Für die fünfte Ausgabe des AFC Challenge Cups haben sich 20 Verbände gemeldet. Um die acht Endrundenteilnehmer zu bestimmen, war eine Qualifikation nötig. Die Qualifikation ist gleichzeitig Teil der Qualifikation für die Fußball-Asienmeisterschaft 2015, für die sich der Sieger des Challenge Cups qualifiziert.

## Modus
Erstmals ist der Gastgeber automatisch für die Endrunde qualifiziert. Am 20. November 2012 wurden die Malediven als Ausrichter bestimmt.
Die übrigen gemeldeten Mannschaften mussten in der Qualifikation antreten. Erstmals nahmen die Nördlichen Marianen als assoziiertes AFC-Mitglied teil. Von den teilnahmeberechtigten Ländern nahmen Bhutan und Osttimor nicht teil. Nordkorea, Sieger des AFC Challenge Cup 2012 wurde ausgeschlossen, ist aber für die Asienmeisterschaft 2015 qualifiziert.
Auf Grundlage der Ergebnisse des AFC Challenge Cups 2012 wurden die Mannschaften in fünf Gruppen à vier Mannschaften gelost. Die Gruppenspiele wurden im einfachen Ligasystem in jeweils einer Stadt ausgetragen. Die Gruppensieger sowie die beiden besten Gruppenzweiten sind für die Endrunde auf den Malediven qualifiziert.

## Gruppenphase
Die Auslosung der Gruppenphase am 11. Dezember 2012 ergab folgende Gruppen (Gastgeber = fett):
- Gruppe A: Chinesisch Taipeh, Guam, Indien, Myanmar
- Gruppe B: Kirgisistan, Macau, Pakistan, Tadschikistan
- Gruppe C: Afghanistan, Laos, Mongolei, Sri Lanka
- Gruppe D: Bangladesch, Nepal, Nördliche Marianen, Palästina
- Gruppe E: Brunei, Kambodscha,[3] Philippinen, Turkmenistan

### Gruppe A
Spiele in Rangun, Thuwanna-Stadion
| Pl. | Land              | Sp. | S | U | N | Tore    | Diff. | Punkte |
| --- | ----------------- | --- | - | - | - | ------- | ----- | ------ |
| 1.  | Myanmar           | 3   | 2 | 1 | 0 | 007:100 | +6    | 07     |
| 2.  | Indien            | 3   | 2 | 0 | 1 | 006:200 | +4    | 06     |
| 3.  | Guam              | 3   | 1 | 0 | 2 | 003:900 | −6    | 03     |
| 4.  | Chinesisch Taipeh | 3   | 0 | 1 | 2 | 002:600 | −4    | 01     |

| 2. März 2013 |  | Indien  | – | Chinesisch Taipeh | 2:1 (1:0) |
|              |  | Myanmar | – | Guam              | 5:0 (3:0) |
| 4. März 2013 |  | Guam    | – | Indien            | 0:4 (0:0) |

### Gruppe B
Spiele in Bischkek, Dolen-Omurzakov-Stadion
| Pl. | Land          | Sp. | S | U | N | Tore    | Diff. | Punkte |
| --- | ------------- | --- | - | - | - | ------- | ----- | ------ |
| 1.  | Kirgisistan   | 3   | 3 | 0 | 0 | 003:000 | +3    | 09     |
| 2.  | Tadschikistan | 3   | 2 | 0 | 1 | 004:100 | +3    | 06     |
| 3.  | Pakistan      | 3   | 1 | 0 | 2 | 002:200 | ±0    | 03     |
| 4.  | Macau         | 3   | 0 | 0 | 3 | 000:600 | −6    | 0      |

| 17. März 2013 |  | Tadschikistan | – | Pakistan      | 1:0 (0:0) |
|               |  | Kirgisistan   | – | Macau         | 1:0 (1:0) |
| 19. März 2013 |  | Macau         | – | Tadschikistan | 0:3 (0:0) |

### Gruppe C
Spiele in Vientiane, Nationalstadion von Laos
| Pl. | Land        | Sp. | S | U | N | Tore    | Diff. | Punkte |
| --- | ----------- | --- | - | - | - | ------- | ----- | ------ |
| 1.  | Afghanistan | 3   | 2 | 1 | 0 | 003:100 | +2    | 07     |
| 2.  | Laos        | 3   | 1 | 2 | 0 | 006:400 | +2    | 05     |
| 3.  | Sri Lanka   | 3   | 1 | 0 | 2 | 005:500 | ±0    | 03     |
| 4.  | Mongolei    | 3   | 0 | 1 | 2 | 001:500 | −4    | 01     |

| 2. März 2013 |  | Afghanistan | – | Sri Lanka   | 1:0 (1:0) |
|              |  | Laos        | – | Mongolei    | 1:1 (1:1) |
| 4. März 2013 |  | Mongolei    | – | Afghanistan | 0:1 (0:0) |

### Gruppe D
Spiele in Kathmandu, Dasarath Rangasala Stadium
| Pl. | Land               | Sp. | S | U | N | Tore    | Diff. | Punkte |
| --- | ------------------ | --- | - | - | - | ------- | ----- | ------ |
| 1.  | Palästina          | 3   | 2 | 1 | 0 | 010:000 | +10   | 07     |
| 2.  | Bangladesch        | 3   | 2 | 0 | 1 | 006:100 | +5    | 06     |
| 3.  | Nepal              | 3   | 1 | 1 | 1 | 006:200 | +4    | 04     |
| 4.  | Nördliche Marianen | 3   | 0 | 0 | 3 | 000:190 | −19   | 0      |

| 2. März 2013 |  | Palästina          | – | Bangladesch        | 1:0 (0:0) |
|              |  | Nepal              | – | Nördliche Marianen | 6:0 (3:0) |
| 4. März 2013 |  | Nördliche Marianen | – | Palästina          | 0:9 (0:4) |

### Gruppe E
Spiele in Manila, Rizal Memorial Stadium
Brunei zog am 20. März 2013 seine Mannschaft zurück.
| Pl. | Land         | Sp. | S | U | N | Tore    | Diff. | Punkte |
| --- | ------------ | --- | - | - | - | ------- | ----- | ------ |
| 1.  | Philippinen  | 2   | 2 | 0 | 0 | 009:000 | +9    | 06     |
| 2.  | Turkmenistan | 2   | 1 | 0 | 1 | 007:100 | +6    | 03     |
| 3.  | Kambodscha   | 2   | 0 | 0 | 2 | 000:150 | −15   | 0      |

| 22. März 2013 |  | Turkmenistan | – | Kambodscha   | 7:0 (4:0) |
| 24. März 2013 |  | Kambodscha   | – | Philippinen  | 0:8 (0:4) |
| 26. März 2013 |  | Philippinen  | – | Turkmenistan | 1:0 (0:0) |

### Ermittlung des besten Gruppenzweiten
Wegen des Rückzugs von Brunei in Gruppe E hatte der Gruppenzweite dieser Gruppe im Gegensatz zu den anderen Gruppenzweiten nur zwei Spiele zu absolvieren. Um die Mannschaften vergleichen zu können, werden deshalb auch bei den anderen Gruppenzweiten nur zwei Spiele gewertet, nämlich die gegen den Erst- und gegen den Drittplatzierten der jeweiligen Gruppe. Die Spiele gegen den Viertplatzierten werden nicht gewertet. Demnach ergibt sich folgende Tabelle:
| Pl. | Land          | Sp. | S | U | N | Tore    | Diff. | Punkte |
| --- | ------------- | --- | - | - | - | ------- | ----- | ------ |
| 1.  | Laos          | 2   | 1 | 1 | 0 | 005:300 | +2    | 04     |
| 2.  | Turkmenistan  | 2   | 1 | 0 | 1 | 007:100 | +6    | 03     |
| 3.  | Indien        | 2   | 1 | 0 | 1 | 004:100 | +3    | 03     |
| 4.  | Bangladesch   | 2   | 1 | 0 | 1 | 002:100 | +1    | 03     |
| 5.  | Tadschikistan | 2   | 1 | 0 | 1 | 001:100 | ±0    | 03     |